# 尚品花膠專門店
尚品花膠專門店（英語：Premier Food）於2013年在香港成立，主要經營海鮮零售業務，現時有75間分店。

## 歷史
尚品花膠專門店分店主要開設在商場裡，現有逾70間分店。尚品銷售超過100種花膠，包括烏干達花膠、鱈魚膠、白花膠等等，由香港女星陳茵媺代言。
2023年，香港消費者委員會抽驗了27款聲稱枸杞子食品樣本，其中尚品的杞子鉛含量低於香港《食物攙雜（金屬雜質含量）規例》的上限。

## 外部連結
- 尚品網站 （页面存档备份，存于）
- 香港品牌發展局 （页面存档备份，存于）
- 消委會檢測樣本符合法例要求 （页面存档备份，存于）